# Anglésite
L’anglésite est une espèce minérale composée de sulfate naturel de plomb de formule PbSO4 (sulfate de plomb), avec des traces de Ba et Cu. Elle se forme par oxydation de la galène dans les mines de plomb. Il s'agit d'un minéral très prisé des collectionneurs.

## Inventeur et étymologie
L'anglésite a été découverte par le minéralogiste anglais William Withering qui l'avait initialement nommé vitriol de plomb natif. C'est le minéralogiste français François Sulpice Beudant qui en est l'inventeur : il l'a décrit en 1832 sous le nom d'anglésine puis d'anglésite. Le minéral est nommé d'après le lieu de sa découverte, qui est aussi son topotype.

## Topotype
Mine Parys, île d'Anglesey (Pays de Galles), Royaume-Uni.

## Cristallographie
L'anglésite cristallise dans le système cristallin orthorhombique groupe d'espace Pbnm (Z = 4).
- Paramètres de la maille conventionnelle : {\displaystyle a} = 6,955 Å, {\displaystyle b} = 8,472 Å, {\displaystyle c} = 5,397 Å ; V = 318,03 Å3
- Densité calculée = 6,33 g cm−3

Les cations Pb2+ ont une coordinence 12 d'anions O2−, avec une longueur de liaison moyenne Pb-O = 2,864 Å. Les cations S6+ ont une coordinence 4 d'O2− et forment des tétraèdres SO4 isolés, avec une longueur de liaison moyenne S-O = 1,477 Å.

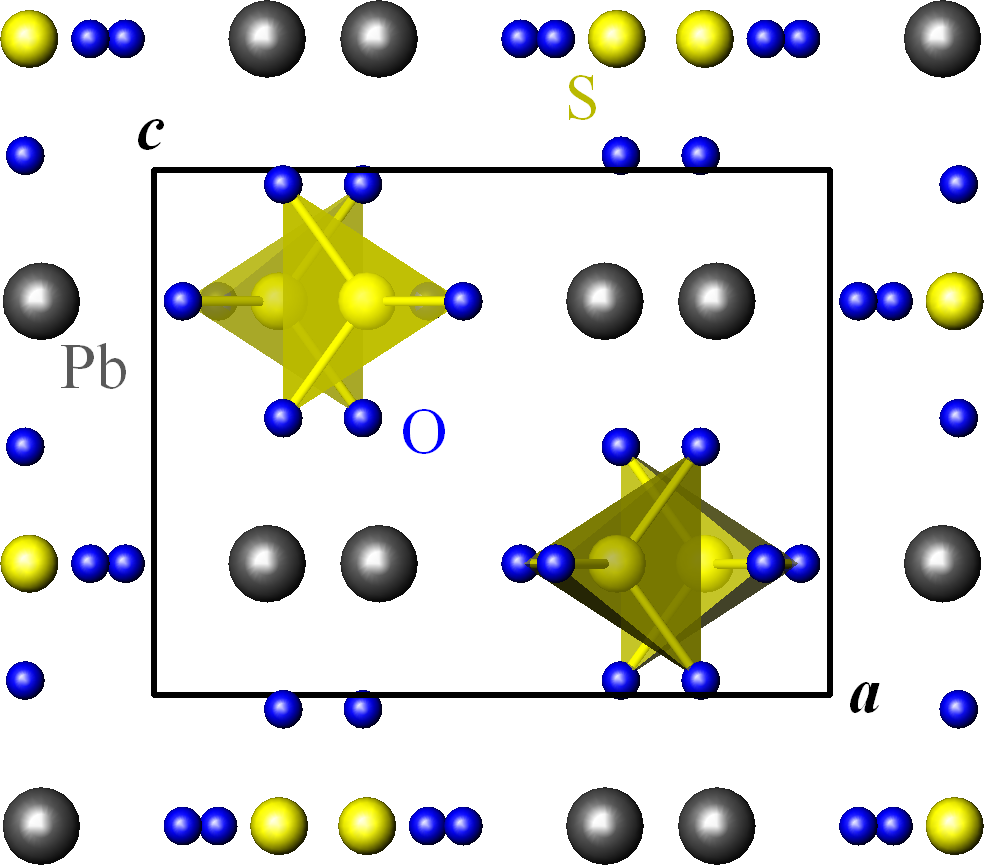
Structure de l'anglésite, projetée sur le plan (a, c). Gris : Pb, jaune : S, bleu : O.
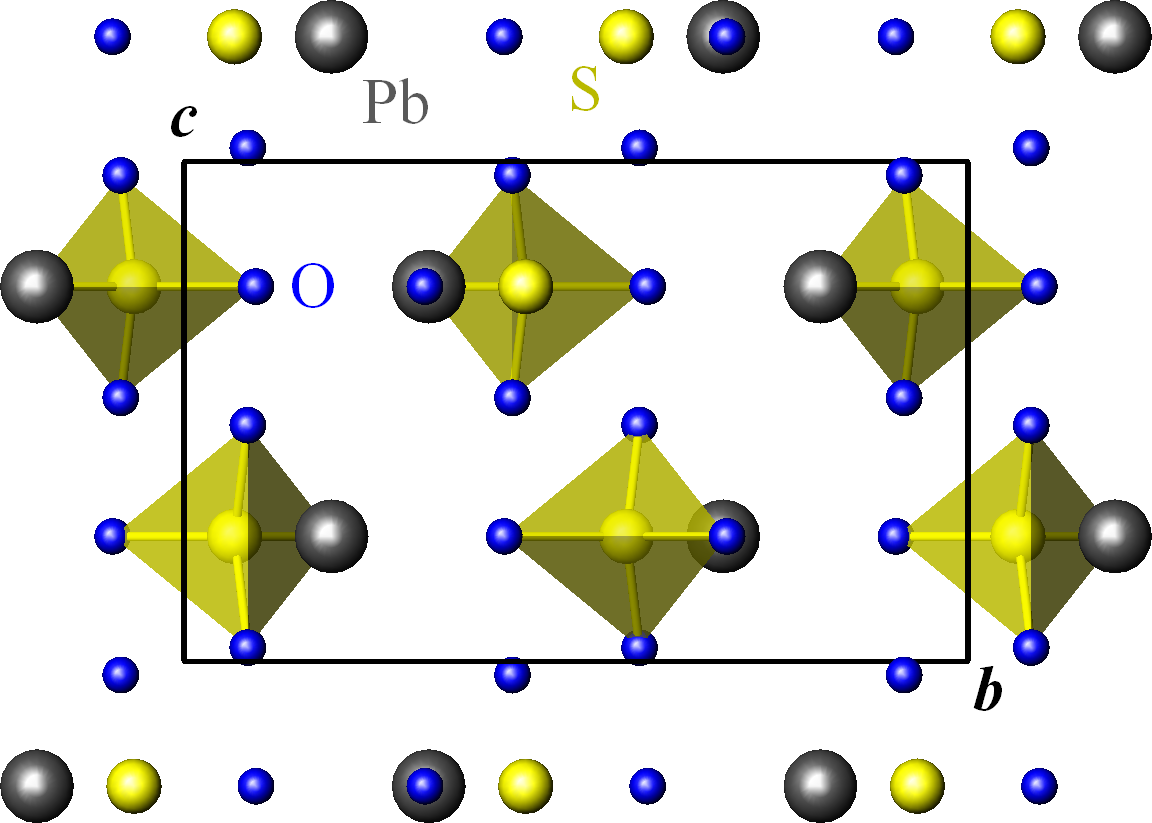
Structure de l'anglésite, projetée sur le plan (b, c). Gris : Pb, jaune : S, bleu : O.

## Cristallochimie
Isostructurelle avec la baryte et la célestine, l'anglésite appartient au groupe de la baryte.
Groupe de la baryte :
Ces minéraux ont une structure orthorhombique et une formule chimique qui répond au terme général A(SO4), où A peut être le plomb, le baryum, le strontium ou le chrome.
- Anglésite, Pb(SO4),
- Baryte, Ba(SO4),
- Célestine, Sr(SO4),
- Hashemite, (Ba,Cr)(SO4).

## Gîtologie
L’anglésite se forme par oxydation de la galène dans la zone d'oxydation des gîtes de plomb : cette oxydation peut être soit directe (avec formation de couches d'anglésite autour d'un cœur de galène), soit par solution de la galène et recristallisation. 
L'anglésite donne souvent des macrocristaux bien formés, blancs. L’anglésite est un isomorphe de la barite. 

### Minéraux associés
Brochantite, calédonite, cérusite, galène, gypse, hémimorphite, lanarkite, leadhillite, linarite, malachite, Massicot, mimétite, pyromorphite, smithsonite, sphalérite, wulfénite.

## Synonymie
- anglésine (Beudant)[6]
- plomb sulfaté (Delamethérie)
- sulfate of lead (Thomson)
- vitriol de plomb natif (Withering)[3]

## Variétés
- Argento-anglésite (synonyme : Argentiferous anglesite) : variété riche en argent trouvée à Mowry Mine, Comté de Santa Cruz, Arizona, États-Unis[7].
- Barytoanglésite[8] : variété de formule (Pb,Ba)SO4[9]. Trouvée dans deux occurrences : en Auriche à Bad Bleiberg, Carinthie et aux États-Unis à Royal Flush Mine, Comté de Socorro, Nouveau-Mexique.
- Cupro-anglésite (Synonyme : Curian-anglesite) : variété de formule (Pb,Cu)SO4. Cette variété est regardée par beaucoup comme un mélange. Trouvée en Russie à Treschina fumarole, volcan Tolbatchik, au Kamtchatka.

## Critères de détermination
Confusion possible avec la cérusite et la phosgénite, mais ces deux minéraux se dissolvent avec effervescence dans les acides, l'anglésite est soluble sans effervescence.

## Gisements remarquables
- Australie

Comet Maestries Mine, Dundas mineral field, Zeehan District, Tasmanie
- Canada

Carrière Poudrette, Mont Saint-Hilaire, comté de Rouville, Montérégie, Québec
- France

Champ Brècheté, Urbeis, Val de Villé, Bas-Rhin, Alsace
Carrière de la Lande, Plumelin, Morbihan
- Italie

Mine de Monteponi, Iglesias, province de Carbonia-Iglesias, Sardaigne
- Maroc

Touissit, district de Touissit, préfecture d'Oujda-Angad
- Namibie

Mine de Tsumeb
- Tunisie

Sidi Amor ben Salem

## Utilisations
- Utilisée comme source mineure de plomb.
- Les pierres gemmes peuvent être taillées avec le statut de pierres fines.

## Galerie

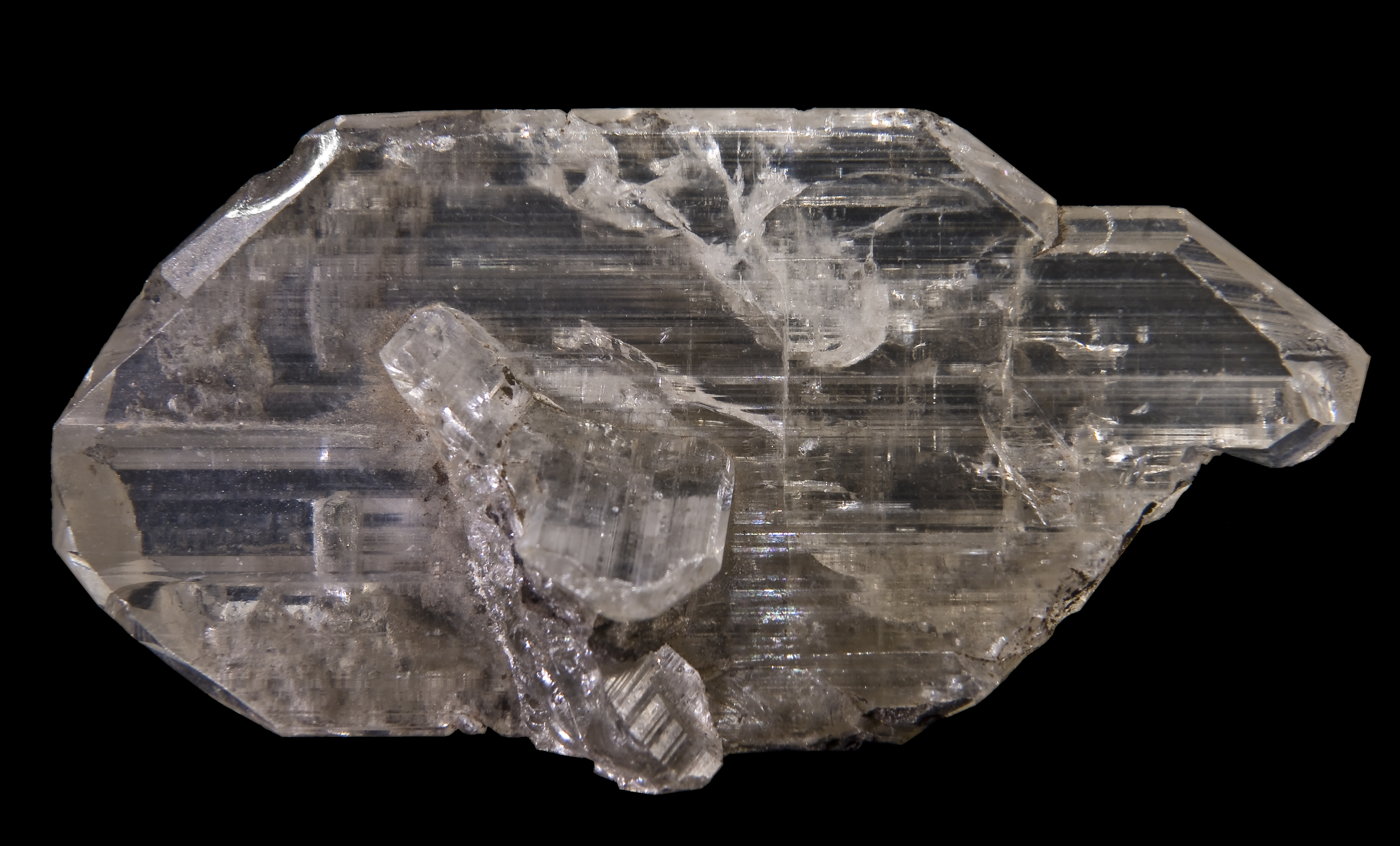
Monocristal d'anglésite - Touissit, Maroc
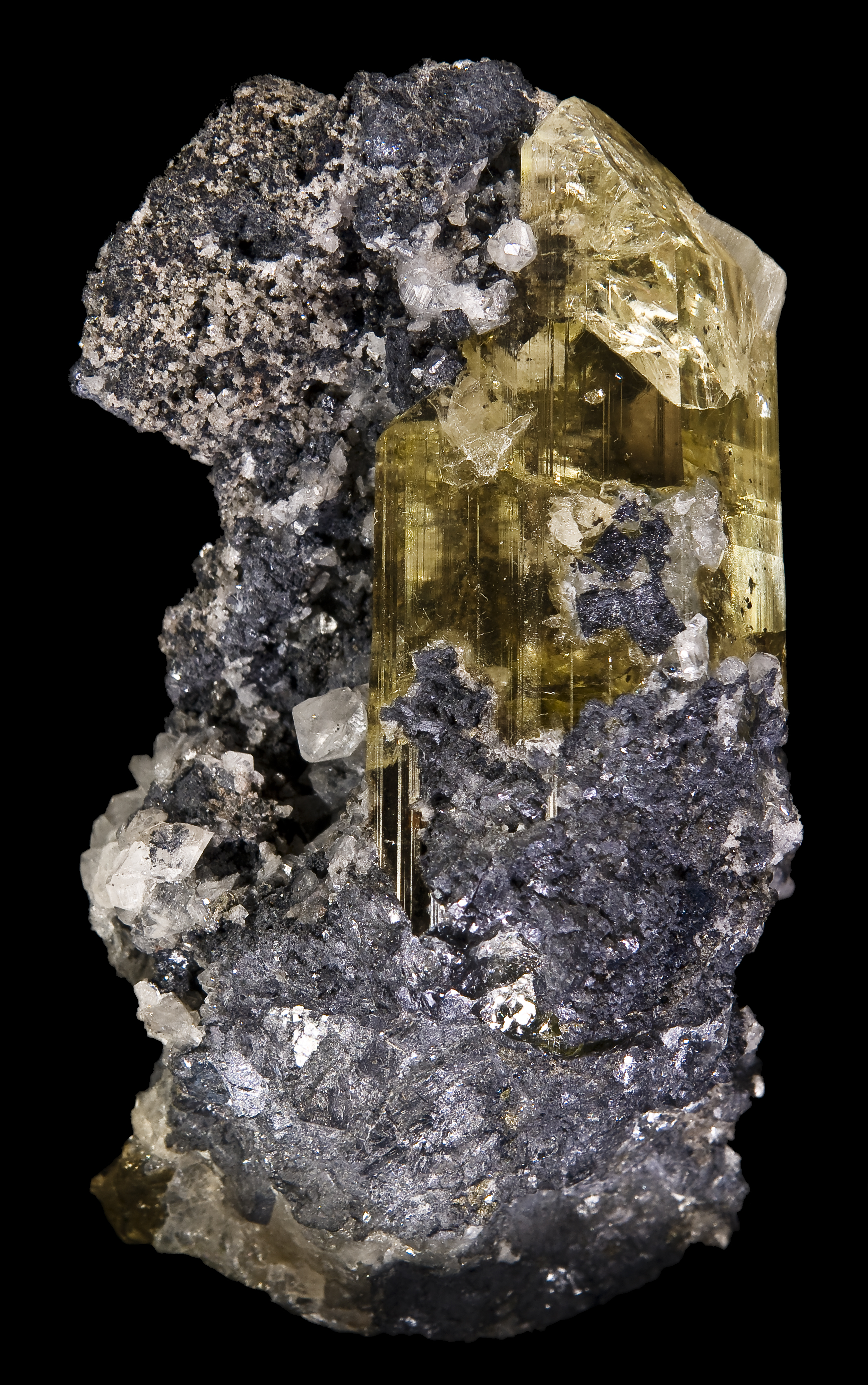
Anglésite jaune - Touissit, Maroc
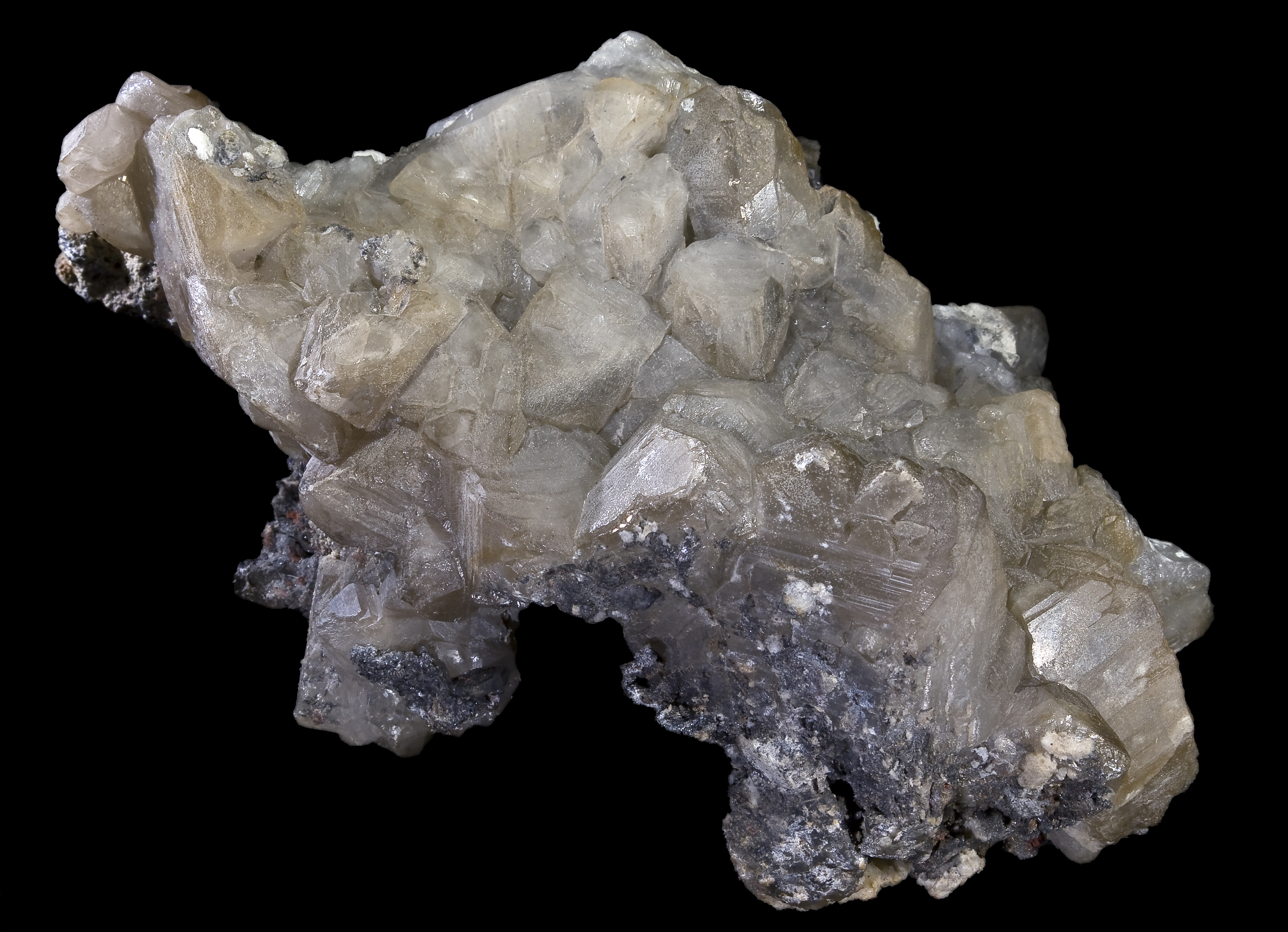
Anglésite - Monteponi, Sardaigne
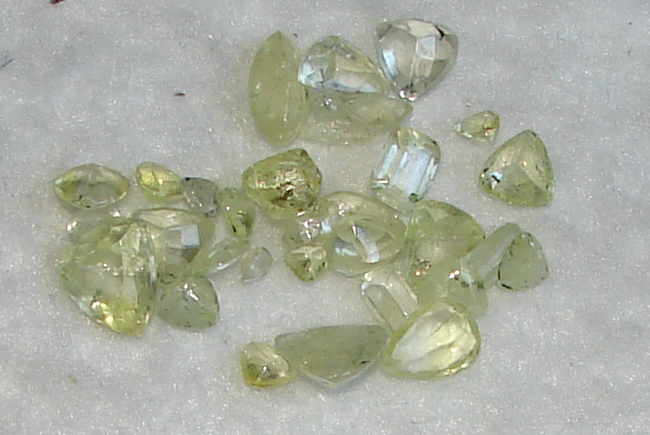
Anglésites taillées - Brésil